# Vittore Rosario Fernandes
Vittore Rosario Fernandes (* 21. Mai 1881 in Mangalore, Britisch-Indien; † 4. Januar 1955 ebenda) war ein indischer Geistlicher und römisch-katholischer Bischof von Mangalore.

## Leben
Vittore Rosario Fernandes empfing am 19. März 1910 das Sakrament der Priesterweihe.
Am 6. Mai 1931 ernannte ihn Papst Pius XI. zum Bischof von Mangalore. Der Apostolische Delegat in Indien, Erzbischof Leo Peter Kierkels CP, spendete ihm am 21. September desselben Jahres die Bischofsweihe; Mitkonsekratoren waren der Bischof von Calicut, Paolo Carlo Perini SJ, und der Bischof von São Tomé von Meliapore, António Maria Teixeira.
1934 approbierte Vittore Rosario Fernandes die Ursuline Franciscan Congregation als Institut diözesanen Rechts.